# Лунный свет и Валентино
«Лунный свет и Валентино» (англ. Moonlight And Valentino) — мелодраматический кинофильм режиссёра Дэвида Анспо. Экранизация произведения, автор которого — Эллен Саймон.

## Сюжет
Ребекка (Перкинс) узнала, что её мужа сбила машина, и он умер. На помощь приходят её сестра, чернокожая подруга (Голдберг) и бывшая мачеха (Тёрнер). Переломным днем становится день её рождения, когда бывшая жена её отца дарит ей маляра Валентино (Бон Джови), оплатив расходы по покраске дома. Он любит работать ночью при лунном свете, и в душе он поэт и художник. Как найти в себе силы жить дальше, если умирают любимые? Ребекке лишь предстоит понять это.